# Лепратти, Клаудио Уго
Кла́удио У́го Лепра́тти (исп. Claudio Hugo Lepratti), известный как «По́чо Лепра́тти» (исп. Pocho Lepratti) и «Велосипе́дный а́нгел» (исп. El Ángel de la Bicicleta) — аргентинский гражданский активист, волонтёр, антимилитарист. Застрелен полицией Санта-Фе во время беспорядков в Аргентине в декабре 2001 года, пытаясь остановить полицейских, обстреливавших школу.

## Биография

### Ранние годы, образование, благодетельство
Клаудио Лепратти родился в Консепсьоне-дель-Уругвай в провинции Энтре-Риос, был старшим сыном Орландо Хосе Лепратти (1943—2004) и Далис Бел.
Юный Клаудио посещал начальную и среднюю школу в Консепсьоне-дель-Уругвай.
В период с 1983 по 1985 год он изучал право в Университете Насьональ-дель-Литораль (исп. Universidad Nacional del Litoral), обучаясь за государственный счёт. В 1986 году он стал семинаристом в Салезианском институте в Фюнесе (примерно в 15 км к западу от Росарио), и выбрал религиозную карьеру «брата-помощника». Изучал философию, со временем стал профессором.
Среди семинаристов было принято посещать места неподалёку, чтобы лицезреть повседневную бедность и всячески помогать находящимся за её чертой. Лепратти просил своих наставников распространить эту практику на постоянной основе, однако те лишь говорили взять клятву послушания и продолжить учёбу.
Спустя пять лет, Клаудио покинул семинарию и отправился жить на виллу Баррио Лудэнья, что в Росарио. В приходе, возглавляемом отцом Эдгардо Монтальдо, он создал и координировал ряд детских и молодёжных групп волонтёров, организовывал кемпинговые экскурсии, мастер-классы и многое другое. Работал помощником на кухне в учреждениях, обеспечивающих пищу для бедных детей, преподавал философию и богословие в приходской школе.

### Гражданский активизм и гибель
В конце 2001 года Аргентина была на волоске от экономического кризиса, причиной которому была долговременная рецессия и массовая безработица. 18 декабря в Росарио и Большом Буэнос-Айресе вспыхнули беспорядки. Волнения сопровождались грабежом магазинов активистами, которые требовали продовольствия. Тогдашний президент Фернандо де ла Руа провозгласил чрезвычайное положение, приостановил конституционные гарантии и прибегнул к насильственным репрессиям.

Граффити в Росарио, гласящее «Почо жив!»

В то время Клаудио Лепратти жил на вилле Мисерия в Лудуэнье, но постоянно занимался добровольческой работой в школе, расположенной в Баррио-лас-Флорес, бедном районе на юге Росарио. 19 декабря полиция провинции Санта-Фе совершила набег на район школы, чтобы придушить развивающийся протест. Лепратти и двое других сотрудников школы поднялись на её крышу, после чего потребовали прекратить огонь.

По словам свидетелей и следствия, проведённого позднее, двое полицейских начали пальбу по крыше. Один из них, Эрнесто Эстебан Веласкес, впоследствии убил Лепратти. Причиной смерти была пуля калибра 12,70 мм, которая прошла через его трахею. Последнее, что было сказано Клаудио: 
«Сукины дети, бросьте оружие, здесь только дети, которых мы кормим!» 
Лепратти был доставлен в больницу Роке Саенц Пенья, однако умер ещё до прибытия.
В этот день в Росарио продолжались сдавления протестов. 20 декабря, в условиях жестоких демонстраций, грабежей и беспорядков в крупных аргентинских городах, президент Де Ла Руа подал в отставку.